# Berufliche Schule Wirtschaft und Verwaltung Neubrandenburg
Die Berufliche Schule Wirtschaft und Verwaltung Neubrandenburg ist eine berufliche Schule in Trägerschaft des Landkreises Mecklenburgische Seenplatte. Neben der Berufsschule (Duale Ausbildung) gehören das Fachgymnasium und die einjährige Fachoberschule zum Bildungsangebot dieser Schule.

## Geschichte
Im Jahr 1994 wurde der Förderverein der Beruflichen Schule Wirtschaft und Verwaltung Neubrandenburg e.V. gegründet.
Durch Mittel aus dem Digitalpakt wurden im Jahr 2022 alle Klassenräume mit interaktiven Whiteboards ausgestattet. Im selben Jahr hat die umfangreicher Sanierung der Gebäude begonnen, die voraussichtlich im Sommer 2023 abgeschlossen wird.
Am 17. Oktober 2022 wurde ein Zwei-Felder-Turnhallen-Neubau an die Schule übergeben.

## Standort und Architektur
Das Schulgelände befindet sich im Neubrandenburger Stadtteil Datzeberg. Auf dem Schulgelände befinden sich zwei Gebäude (Haus A und Haus B), die in Plattenbauweise errichtet wurden. Zu DDR-Zeiten befand sich auf dem Schulgelände die 21. Polytechnische Oberschule Wilhelm Florin.
Im Jahr 2001 erfolgte eine umfangreiche Sanierung der Gebäude. Im Zuge dieser Sanierung wurde ein sogenannter Verbinder errichtet, der die Bewegung zwischen den beiden Gebäudeteile ermöglicht.
Auf dem Schulgelände existiert zudem eine großzügige Außenanlage mit differenzierten Grünflächen sowie Parkplätze. Außerhalb des Schulgeländes, jedoch unmittelbar auf der gegenüberliegenden Straßenseite, befinden sich eine moderne Zwei-Felder-Turnhalle sowie ein Sportplatz.

## Schulprofil
Der Schwerpunkt der Schule liegt im Berufsfeld Wirtschaft und Verwaltung. In der Berufsschule erfolgt die Beschulung in den folgenden 13 Ausbildungsberufen:
- Fachangestellte für Arbeitsmarktdienstleistungen
- Fachkräfte für Kurier-, Express und Postdienstleistungen
- Fachkräfte für Lagerlogistik
- Fachlagerist
- Friseure
- Industriekaufleute
- Kaufleute für Büromanagement
- Kaufleute im Einzelhandel
- Kaufleute im Groß- und Außenhandel
- Kaufleute für Dialogmarketing
- Kosmetiker
- Steuerfachleute
- Verkäufer

Als Ergänzung zum Englischunterricht wird die IHK-Prüfung „Zusatzqualifikation Englisch“ angeboten. In der Berufsschule erfolgt die Beschulung überwiegend in Blockform.
In Vollzeit werden die folgenden Bildungsgänge angeboten:
- Fachgymnasium, Fachrichtung Wirtschaft und Sozialpädagogik (dreijähriger Bildungsgang) und
- Fachoberschule, Fachrichtung Wirtschaft und Sozialpädagogik (einjähriger Bildungsgang).

Die Schule trägt seit dem Jahr 2012 das vom Landesrat für Kriminalitätsvorbeugung Mecklenburg-Vorpommern vergebene Qualitätssiegel „Sicherheit macht Schule“.

## Bekannte Absolventen
- Silvio Witt (* 1978), Politiker und Satiriker